# Christopher Columbus (1985)
Christopher Columbus ist eine Fernsehproduktion von Alberto Lattuada aus dem Jahr 1985. Sie handelt vordergründig vom Leben des Entdeckers Christoph Kolumbus. Hintergründig wird aber auch das Zusammentreffen von Menschen mit unterschiedlichen Religionen oder Weltanschauungen behandelt.
Die allgemein verbreitete Fassung besteht aus zwei Folgen.

## Handlung
Erster Teil
Am 13. August 1476 wird der Kapitän Christoph Kolumbus, nach einem durch einen Brand verursachten Schiffbruch, an die nahegelegene portugiesische Küste angeschwemmt. Der dreißigjährige Genuese, der schon von frühester Jugend an zur See gegangen war, hat damit alles, selbst sein geliebtes Buch Marco Polo, verloren. Am Strand liegend, wird er von fahrendem Volk aufgelesen und an ein Lagerfeuer gebracht, an dem er sich von den erlittenen Strapazen erholen darf. Er lauscht den Klängen einer Klampfe, stärkt sich mit einer warmen Mahlzeit und lässt sich belustigt von einem jungen Mädchen aus der Hand die Zukunft wahrsagen. Mit starker Ernsthaftigkeit erklärt das Mädchen ihm, dass er Not und Ruhm ernten werde.
Kolumbus bricht bald darauf nach Lissabon auf, wo sein Bruder Bartholomäus als Seekartenzeichner arbeitet. Die Türken hatten durch Eroberungen den europäischen Handel mit dem Osten unterbrochen. Deshalb hatten in den letzten Jahrzehnten portugiesische Seefahrer schrittweise begonnen, Afrika zu umsegeln, neue Handelswege und Handelspartner zu entdecken. Die kartografierte Welt wird damit immer größer. Kolumbus heuert in Lissabon auf einem Schiff an, das Handelsreisen nach England und Island unternimmt. Auf einer dieser Fahrten entdecken die Seeleute einen auf dem Meer treibenden Einbaum mit einem Toten. Kolumbus glaubt, dass der Mann aus dem Westen stammt und über das Meer herangetrieben worden ist, denn Marco Polo hat Menschen mit dieser Gestalt beschrieben. In Island erfährt Kolumbus von einer alten Geschichte. Erik der Wikinger sei im Westen auf ein Land gestoßen und habe es Weinland genannt. Kolumbus glaubt wie die meisten Gelehrten seiner Zeit, dass die Erde rund ist und er glaubt nun sogar, dass der Ozean mit einem Schiff überwindbar ist. Kolumbus steigt erfolgreich in das Seekartengeschäft seines Bruders ein. Er lernt Spanisch, Latein und im Selbststudium versucht er herauszubekommen, wie groß der Ozean ist.
In dieser Zeit lernt Kolumbus Filipa kennen, ein Mädchen aus verarmten portugiesischen Adel, das im Konvent do Santos aufwächst. Kolumbus will die ohne Mitgift ausgestattete Felipa heiraten und geht deshalb zu ihrer Mutter. Er schafft es, die Witwe von sich zu überzeugen. Glücklich heiratet Kolumbus Felipa und zieht mit ihr auf die Insel Porto Santo, wo ihr Vater einst Gouverneur war. Kolumbus gibt seinen seemännischen Beruf auf und verwaltet für die adlige Familie seiner Frau Ländereien auf der Insel. Im Arbeitszimmer von Filipas totem Vater, der auch Seefahrer war, findet Kolumbus unzählige Land- und Seekarten.
Jahre vergehen, in denen Kolumbus ein Sohn geboren wird und in denen er die Winde und Strömungen der Insel, die auch Bambus anschwemmen, untersucht. Ungefähr im Jahr 1484 reist er für einige Messungen nach Forte da Mina, an der Goldküste Afrikas. Aber als ihn ein Brief aus der Heimat erreicht, kehrt er sofort wieder heim. Seine Frau liegt im Sterben. Er verspricht seiner sterbenden Frau, dass er von seinen Plänen, in den Westen zu segeln, um die von ihm vermutete unbekannte Welt zu entdecken, nicht ablassen werde. Außerdem ermahnt sie ihn noch, dass er seine Pläne geheim halten möge, damit ihm niemand seinen Ruhm klauen kann. Kurz nach dem Tod seiner Frau wird er zum portugiesischen König gerufen, der von seinen Plänen erfahren hat. Der König lässt sich von Kolumbus sein Vorhaben erklären. Er will seinen Plan umsetzen lassen. Zwei Adlige, also nicht Kolumbus, sollen ihn umsetzen. Der betrogene Kolumbus flieht daraufhin mit einem Schiff nach Spanien, wissend, dass die portugiesische Expedition scheitern muss, da er dem König wichtige Einzelheiten seines Planes verschwiegen hatte.
Im spanischen Hafen Palos geht er an Land. Dort sieht er erstmals Opfer der Inquisition, hauptsächlich Juden, die nicht zum Christentum übertreten wollen. Mit seinem Sohn erreicht er ein Kloster und trifft dort einen ihm empfohlenen Padre, mit dem er sich anfreundet. Kolumbus erzählt dem Padre von seinen Plänen und dieser hilft sogleich mit einem Empfehlungsschreiben, das Kolumbus helfen soll, am spanischen Hof gehört zu werden. Kolumbus lässt seinen Sohn in der Obhut des Padres zurück und geht an den Königshof nach Sevilla. Doch dort wird er nicht empfangen, denn der König ist mit dem Krieg gegen die Mauren beschäftigt. Nur seine fromme Frau, die Königin, nimmt sich etwas Zeit für Kolumbus. Sie zweifelt jedoch an der Realisierbarkeit der Pläne, denn ein Schiff müsse gewiss sehr weit segeln, bis es den Westen erreicht. Kolumbus argumentiert dagegen, dass im Westen viele Reichtümer zu finden seien, die einen neuen spanischen Kreuzzug, diesmal zur Befreiung des Heiligen Landes, ermöglichen werden. Aber die Zeit ist noch nicht reif und einige kirchliche Vertreter sind gegen seine Pläne und so muss er weiter warten. Kolumbus Bruder versucht derweil den englischen König von den Entdeckungsplänen zu überzeugen, was ihm nicht gelingt. Kolumbus verliebt sich in dieser Zeit in Beatriz, ein junges Bauernmädchen. Trotz des innigen Verhältnisses zu ihr heiratet er sie nicht, denn er befürchtet, adlige Gönner könnten sich von ihm und seinen Plänen abwenden, wenn sie erfahren würden, dass er mit einer Frau aus geringen Verhältnissen verheiratet wäre. Kolumbus verpflichtet sich als einfacher Soldat und ist so dabei, als König Ferdinand Málaga erobert. Kurz danach gebärt Beatriz  Kolumbus einen Sohn. Abermals vergehen Jahre. Seine Frau und sein junger Sohn leben mit ihm in Armut. Jahrelang hatte Kolumbus seine Entdeckungspläne verfolgt und dabei nur wenig Geld für seine Familie erworben. Nun denkt er darüber nach, nach Frankreich zu gehen, um seine Pläne dem französischen König vorzustellen.
Aber plötzlich ändert sich alles: Die Spanier erobern im Jahr 1492 Granada. Die Rückeroberung Spaniens ist damit abgeschlossen. Erneut darf Kolumbus am Königshof vorsprechen und findet diesmal Gehör. Ihm werden drei Schiffe, die im Hafen von Palos liegen, für seine Expedition zugesprochen. Für seine Dienste verlangt Kolumbus den Titel eines Vizekönigs und den Titel eines Admirals für alle Länder, die er entdecken wird, für sich auf Lebenszeit sowie für alle seine Nachfahren ebenfalls. Außerdem fordert er ein Zehntel allen Goldes, das in dem Gebiet gefunden wird, das er entdecken wird. Mit Zögern stimmt König Ferdinand zu. Im Hafen von Palos trifft Kolumbus Kapitän Martin Pinzon wieder, den er vor vielen Jahren in Spanien kennengelernt hatte. Kolumbus erzählt ihm von seinem geheimen Plan. Er will die Reise von den Kanarischen Inseln antreten, da auf diesem Breitengrad die Winde im Sommer ständig von Nordosten nach Südwesten wehen. Dies hatte er auf Porto Santo erforscht. Martin Pinzon übernimmt darauf das Kommando auf einem der drei Schiffe. Sein Bruder Vincente Pinzon übernimmt ein weiteres Kommando. Kolumbus, der Kommandant der Flotte, übernimmt das Kommando auf dem Flaggschiff, der Santa Maria. Beim Anheuern der Mannschaft kommt es zwischen Martin Pinzon und Kolumbus zu einem ersten Streit. Kolumbus heuert gegen Pinzons Willen einen jüdischstämmigen Konvertiten als Dolmetscher an, denn das Ziel der Expedition sei, so erklärt Kolumbus Tage später, die Christianisierung der Menschen im Westen.
Am 3. August 1492 beginnt die lang geplante Expedition. Der Wind steht günstig und die Schiffe machen gute Fahrt. Jeden Abend lässt Kolumbus seine Seeleute, das Vater Unser, das Salve Regina und das Glaubensbekenntnis sprechen, denn er weiß, dass sie für die Fahrt einen starken Glauben benötigen. Je länger die Fahrt dauert, desto größer werden die Sorgen der Seeleute. Als eine Windstille eintritt zeigen sich auch die Brüder Pinzon ungeduldig. Kolumbus gibt aber nicht auf und lässt beim nächsten Wind weitersegeln. Er führt zwei Logbücher, eines mit den genauen Berechnungen und ein zweites, in dem er die zurückgelegten Strecken kürzer angibt, zur Beruhigung der Mannschaften. Dennoch werden seine Seeleute immer nervöser. Eine Meuterei steht kurz bevor und Kolumbus verspricht deshalb, nur noch drei Tage weiter segeln zu wollen und gegebenenfalls umzukehren. Schon am nächsten Tag entdeckt Kolumbus Landvögel am Himmel und dann, kurz vor Ablauf der Frist, wird Land gesichtet. Am 12. Oktober 1492 betreten Kolumbus und einige seiner Männer das neu entdeckte Land. Feierlich nehmen sie es für Spanien in Besitz. Kolumbus tauft es San Salvador. Die abgehaltene Zeremonie wird heimlich von einigen Ureinwohnern beobachtet.
Zweiter Teil
Die Ureinwohner verlassen ihr Versteck und treten den Spaniern entgegen. So kommt es zum ersten Kontakt, bei dem der sich bemühende Dolmetscher kaum eine Hilfe ist. Die Spanier tauschen sogleich wertlose Gegenstände, wie Glöckchen, gegen Gold und segeln dann weiter zu den nächsten Inseln, wo ebenfalls Menschen wohnen. Auf einem erneuten Landgang wird ihnen von Ureinwohnern das Rauchen beigebracht. Als Kolumbus zu seinen Schiffen zurückkehrt muss er feststellen, dass die Pinta fehlt. Pinzon ist mit dem Schiff desertiert. Am 14. Dezember nimmt Kolumbus Haiti in Besitz und tauft die Insel Hispaniola (Espanola). Kolumbus trifft auf den Häuptling Guacanabo, einen machtvollen Herrscher, der ihm zu ehren ein Fest ausrichtet. Doch in der darauffolgenden Nacht geschieht ein Unglück, die Santa Maria läuft auf ein Riff auf und ist nicht mehr zu retten. Die Spanier retten sich auf die nah gelegene Insel und gründen dort eine Stadt, die sie Navidad (spanisch für Weihnachten) heißen. 40 Männer lässt Kolumbus zurück und bricht mit den restlichen zurück nach Spanien auf. Kurz nach Antritt der Heimfahrt treffen sie auf die Pinta. Pinzon hatte in einem Fluss Gold entdeckt und es gewaltsam von Einheimischen schürfen lassen. Außerdem hat er einige einheimische Frauen geraubt. Auf Kolumbus Befehl lässt Pinzon die Frauen frei und an Land zurückkehren. Von einem kräftigen Wind unterstützt reisen die Spanier heimwärts. Doch in einem Sturm werden die beiden Schiffe abermals getrennt.
Die Nina schafft es an die portugiesische Küste. Der portugiesische König lässt Kolumbus zu sich rufen. Im Gespräch mit ihm lässt der König verlauten, dass er einen Anteil an den Entdeckungen beanspruchen wird. Er werde sich mit Spanien darüber freundschaftlich verständigen. Kolumbus darf sein Schiff in Lissabon reparieren lassen. Tage später landet Kolumbus in der Stadt Palos und trifft dort seinen Bruder und seine Frau sowie seinen jüngeren Sohn wieder. In der Nacht darauf kehrt Pinzon ebenfalls heim nach Palos. Er zeigt sich jedoch darüber enttäuscht, dass Kolumbus schon gelandet ist und er somit nicht dessen Ruhm ernten kann. So wird Kolumbus von König Ferdinand von Aragon und Königin Isabella von Kastilien festlich empfangen. Kolumbus führt nun seine Familie zusammen. Seine Söhne Diego und Fernando verstehen sich sofort. Nun will er auch seine Frau heiraten, was diese ablehnt, denn er habe den Auftrag seines Lebens noch nicht erfüllt.
Da die Portugiesen die stärkste Flotte Europas besitzen, müssen die Spanier sich mit ihnen diplomatisch verständigen, wem was gehören soll. Kolumbus schlägt eine Trennungslinie vor, die 100 Meilen westlich der Azoren liegt. Die westliche Seite soll Spanien gehören und die östliche den Portugiesen. Der Vorschlag wird beidseitig angenommen und so kann Kolumbus am 14. September 1493 wieder in See stechen. Mit ihm kommen viele Freiwillige, Soldaten, Bauern, Handwerker, ein Arzt, mehrere Mönche zur Bekehrung der Inder sowie einige Hidalgos, die sich auf siebzehn Schiffen verteilen. Die Überfahrt gestaltet sich ohne Probleme. Aber dann müssen sie feststellen, dass die Siedlung Navidad nicht mehr existiert. Alles ist zerstört und die zurückgelassenen Männer liegen skelettiert im Sand. Kolumbus gründet sogleich eine neue Stadt namens Isabella. Kolumbus zieht mit Soldaten aus und stellt den Häuptling Guacanabo zur Rede. Guacanabo behauptet, dass die Spanier am anderen Ende der Insel geplündert und jeder von ihnen drei Frauen geraubt hätten. Aus Rache hätten die betroffenen Stämme dann die Spanier angegriffen. Kolumbus glaubt dem Häuptling und so kann das friedliche Leben weitergehen. Als ein Hidalgo namens Don Rodrigo Ärger macht, lässt ihn Kolumbus erst einmal verhaften. Kurz darauf verschwindet Don Rodrigo auf eines der Schiffe und segelt zurück. Im Sommer 1494 kommt Kolumbus Bruder mit einigen Versorgungsschiffen. Kolumbus ernennt seinen Bruder zeitweise zum Gouverneur. Er reist ebenfalls zurück nach Spanien, weil er zu Recht befürchtet, dass nun gegen ihn am Königshof intrigiert wird. Kolumbus kommt noch rechtzeitig, die Königin glaubt ihm und nicht den Intriganten. Währenddessen machen einige Spanier Ärger. Sie vergewaltigen und plündern. Bartholomäus kann sich gegenüber ihnen nicht durchsetzen und so kommt es, dass die Ureinwohner, unter der Führung von Guacanabo, einen Aufstand machen. Kolumbus kommt gerade rechtzeitig, um den Aufstand niederzuwerfen. Guacanabo und seine Krieger werden versklavt und zum Verkauf nach Spanien verschifft. Da Kolumbus aber kaum Gold nach Spanien schickt, sinkt das Vertrauen in ihn. Er und sein Bruder werden angeklagt, eine Verschwörung angezettelt zu haben, durch welche die neuen entdeckten Länder den Feinden Spaniens in die Hände getrieben werden sollten. Kolumbus versucht in der Zwischenzeit, mit einem Schiff den westlich gelegenen Kontinent zu erreichen, wird jedoch von einem Sturm überrascht, wodurch das Schiff stark leckt und er die Fahrt abbrechen muss. Kolumbus wird bei seiner Ankunft verhaftet, sein Bruder kurz darauf ebenfalls. Beide werden in Ketten gelegt nach Spanien gebracht. Christoph Kolumbus wird in einer Klosterzelle untergebracht. Dort trifft er seinen Freund den Pater und zur großen Überraschung auch Guacanabo wieder, der dort beim Pater Asyl gefunden hat. Guacanabo war krank geworden und war sodann als Sklave ungeeignet. Tage muss Kolumbus warten, schließlich wird er vom König und der Königin empfangen. Er wird begnadigt, denn die Verhaftung sei nicht rechtens gewesen. Aber nach Hispaniola soll er nicht wieder zurückkehren. Die nächsten Jahre schreibt Kolumbus viele Briefe an den König, er fordert seine Rechte als Vizekönig und Admiral zurück. Als sein Sohn Diego schließlich vom König den Gouverneursposten von Hispaniola erhält, ist Kolumbus wieder glücklich. Der König erkenne seine Rechte an, die eines Tages vollständig an seinen Sohn Diego übergehen werden.

## Hintergrund
Die Fernsehserie entstand in Zusammenarbeit von Rai RadioTelevisione (Italien) mit Antenne 2 Bavaria Atelier (Bayern) und Lorimar. Die Kosten für die Fernsehproduktion betrugen 15 Millionen Dollar. Drehorte waren Spanien, Malta und die Dominikanische Republik. Die Schiffe Santa Maria, Niña und Pinta sind in dieser Produktion als Nachbauten zu sehen.
Die Erstausstrahlung der Mini-Serie fand am 7. März 1985 in Italien statt, in den USA wurde sie erstmals am 19. Mai gleichen Jahres gezeigt. In Deutschland strahlte sie Das Erste als Weihnachtsdreiteiler am 25. Dezember (Teil 1. Der Träumer), 26. Dezember (Teil 2. Der Entdecker) und am 29. Dezember 1985 (Teil 3. Der Machtlose) aus, in Österreich der ORF erst im März 1986. Weitere Veröffentlichungen folgten in Argentinien, Brasilien, Griechenland sowie in den Niederlanden.
Der Gemeinschaftsproduktion erreichte zwei Emmy-Nominierungen, unter anderem für die historischen Kostüme.
2006 erschien die Serie in Deutschland auf DVD. Einige in der deutschen Fernsehfassung von 1985 herausgeschnitten und nicht synchronisierten Szenen sind in der DVD-Veröffentlichung belassen und mit einem deutschen Untertitel unterlegt worden. Diese heute gängige Fassung besteht aus zwei Folgen.

## Medien
- VHS: Christopher Columbus (NTSC) (englisch) - CBS Television
- DVD: Christopher Columbus - Koch Media
- DVD: Christopher Columbus (Englisch and Dutch Subtitles) - Dutch Film Works
- LP die italienische Original Musik der Mini-Serie von Riz Ortolani mit zusätzlichen Liedern von Plácido Domingo[2]
- LP die deutsche Musik der Mini-Serie von Ernst Brandner[2]